# Stréberek és Rémek
A Stréberek és Rémek (eredeti cím: Nerds and Monsters) 2014-től futó kanadai televíziós 2D-s számítógépes animációs sorozat, amelynek rendezői Greg Sullivan és Josh Mepham. A zeneszerzője Hal Beckett, a producere Kathy Antonsen Rocchio. A tévéfilmsorozat a Slap Happy Cartoons Inc. gyártásában készült, a 9 Story Media Group forgalmazásában jelent meg. Műfaját tekintve filmvígjáték-sorozat. Kanadában 2014. március 12-étől a YTV sugározta, Magyarországon 2016. december 31-étől a Megamax adta.

## Szereplők

### Emberek
- Dudley Squat – A göndör világosbarna hajú, piros pólós, vajszínű nadrágos, szemüveges, alacsony fiú.
- Irwin Chang-Stein – A sötétbarna hajú, sárga-zöld pólós, barna nadrágos, szemüveged, nagy orrú, alacsony fiú.
- Becky Hooger – A vörös hajú, zöld masnis, szeplős, fogszabályzós, zöld-fehér csíkos pólós, kék nadrágos, piros cipős, magas lány.
- Stan Grissle – A szőke hajú, kék pólós, szürke nadrágos, izmos, magas fiú.

### Szörnyek
- Zarg
- Skur
- Lyle
- Urp
- Vink
- Maiden Cheena

## Epizódok

### 1. évad
1. Kedves naplóm! / Rémvezér
2. Tengeri szendvics / Strébertlon
3. Szerelem duda / Rémfolyosó
4. Házassági emlék /
5. Légy a vacsorám / Rém büff
6. Pénz beszél / Az árulás hangja
7. Ami az enyém, az az enyém! / Hódítás mesterfokon
8. Cheena kisasszony tojást rak / Nullás hősök
9. Srácok és babák / Hőhullám
10. Kösz Tesó! / Szerelmeim végveszélyben
11. Szörnyen rossz látás / Stan, a lángelme
12. Dudley, a szolga / A nagy szörny eljövetele
13. Fabricki / Dobozba zárt álmok
14. Rémlátomás / A pókus suttogó
15. Várvezér / Szörnylabda
16. A virág erő / Cheenah kisasszony eltűnt